# Le Cirque (film)
Pour les articles homonymes, voir Le Cirque.
Pour plus de détails, voir Fiche technique et Distribution.
Le Cirque (The Circus) est une comédie dramatique américaine réalisée par Charlie Chaplin en 1928. Une version sonorisée de ce film muet est sortie en 1969.

## Synopsis
Charlot, vagabond, est pris pour un pick-pocket par un policier qui le prend en chasse. Il se réfugie sous le chapiteau d'un cirque en pleine représentation et perturbe tous les numéros pour le plus grand plaisir des spectateurs. Le directeur du cirque l'embauche en tant qu'homme de piste. Chaque soir, à cause de sa maladresse, il déchaine l'hilarité de l'assistance et devient à son insu la vedette du spectacle. Il tombe amoureux d'une belle écuyère, Merna, fille du directeur, mais celle-ci préfère Rex, le funambule.

## Fiche technique
- Titre original : The Circus
- Titre français : Le Cirque

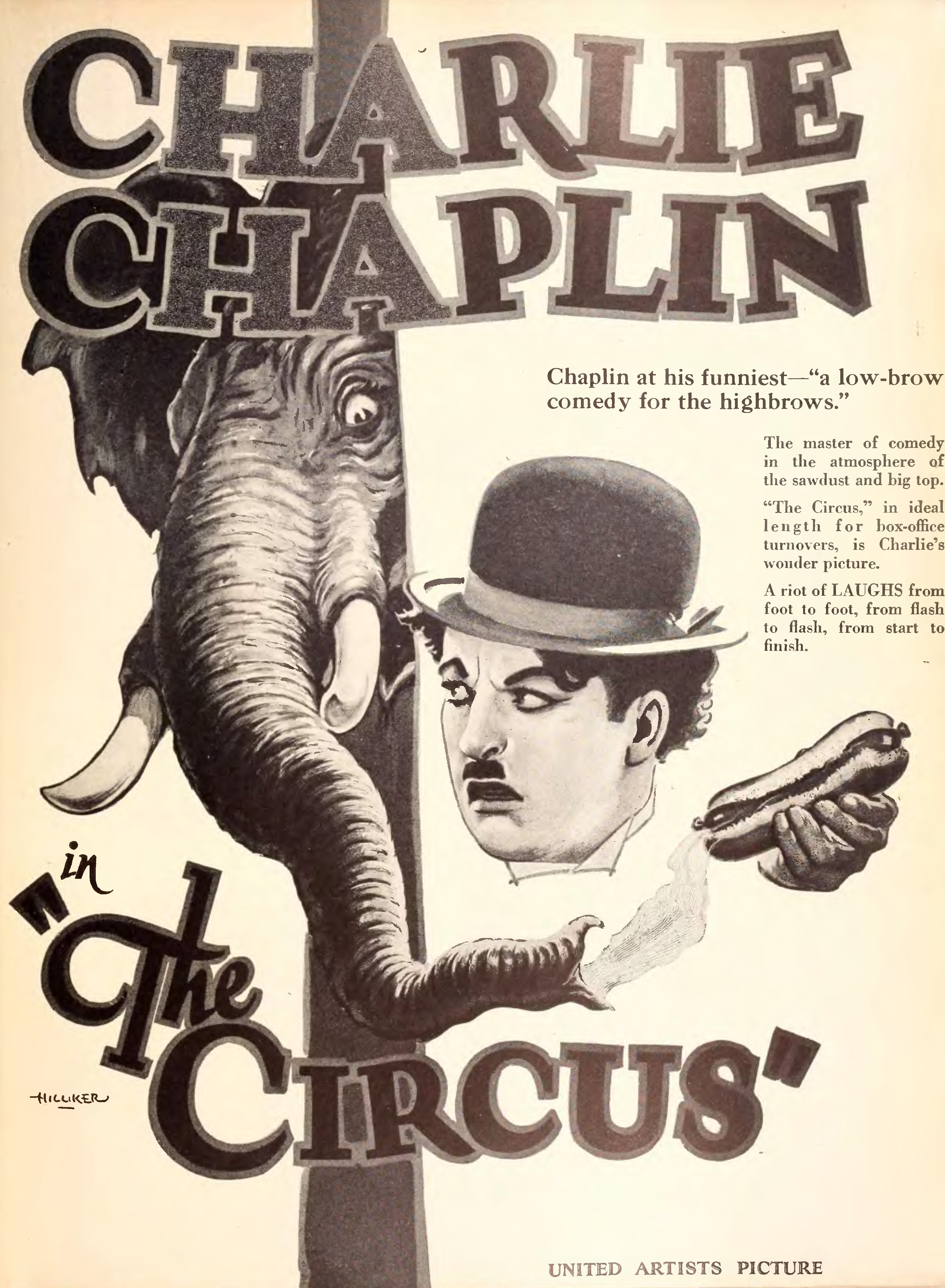
Publicité du film dans Motion Picture News début 1927.

- Réalisation, scénario et musique : Charlie Chaplin
- Photographie : Roland Totheroh, Jack Wilson, Mark Marlatt
- Société de production : Charles Chaplin Productions
- Société de distribution : United Artists
- Pays de production : États-Unis
- Début du tournage : 11 janvier 1926 (interrompu du 10 janvier 1927 au 6 septembre 1927)
- Fin du tournage : 19 novembre 1927
- Durée : 70 minutes
- Date de sortie :
  - États-Unis : 6 janvier 1928 (première au Strand Theatre de New York)
- Affiche : Jouineau Bourduge (France)

## Distribution
- Charlie Chaplin : le vagabond (un clochard - a tramp - dans la version originale)
- Al Ernest Garcia : le directeur du cirque, un homme autoritaire et brutal
- Merna Kennedy : Merna, l'écuyère du cirque, sa fille qu'il maltraite
- Harry Crocker (en) : Rex, l'équilibriste
- Betty Morrissey : la femme qui disparaît
- George Davis : le professeur Bosco, un magicien
- Henry Bergman : le vieux clown blanc
- Tiny Sandford[2] : le garçon de cirque
- John Rand : l'assistant du propriétaire / un clown
- Steve Murphy : un pickpocket
- Doc Stone : le boxeur

Non crédités :
- Albert Austin : un clown
- Charles A. Bachman (en) : un policier
- Eugene Barry : un policier

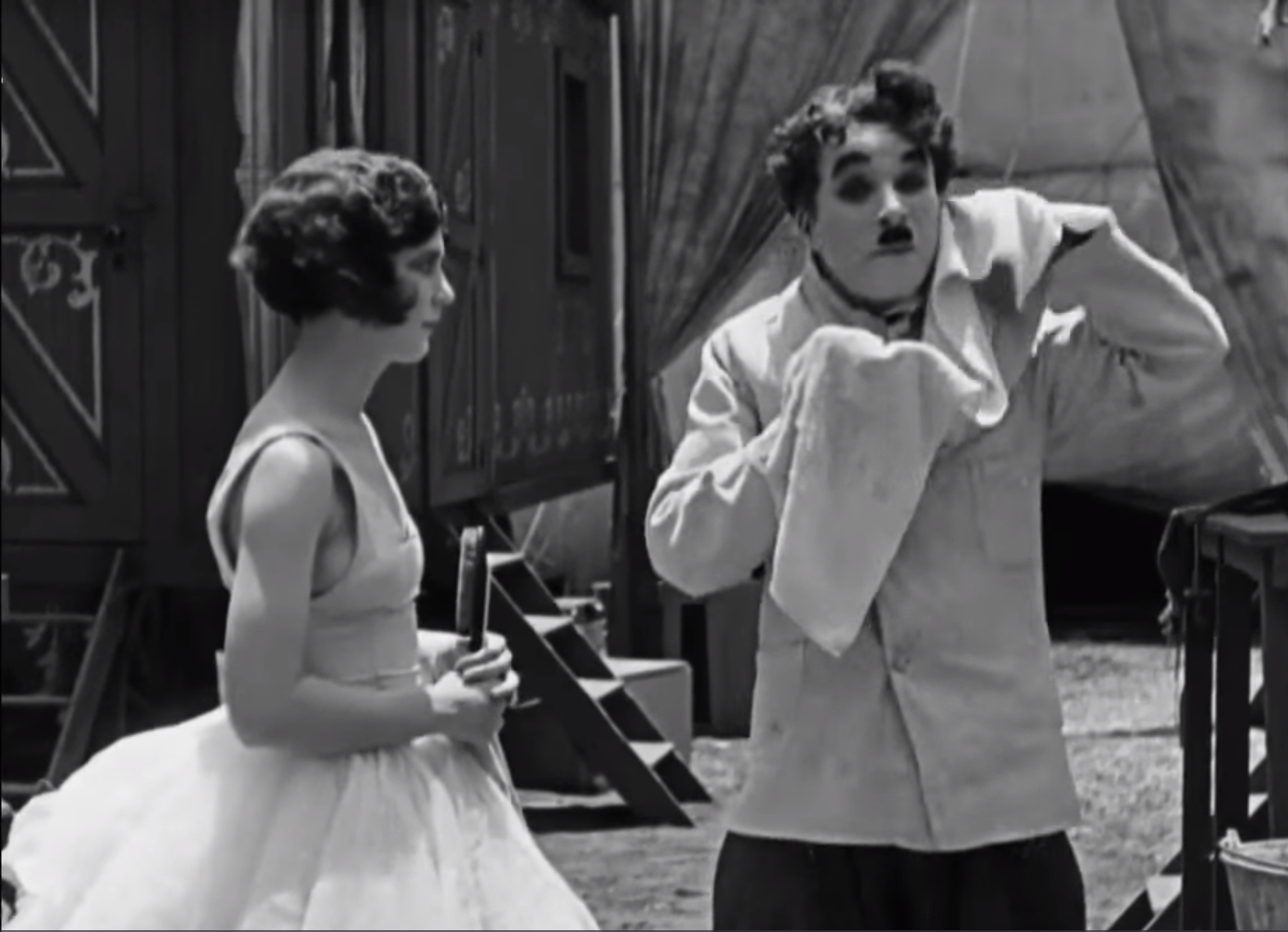
Charlie Chaplin et Merna Kennedy dans le film.

- Jack Bernard : un spectateur au cirque
- Stanley Blystone : un policier
- Heinie Conklin : un clown
- Bill Knight : un clown
- H.L. Kyle : un spectateur au cirque
- L.J. O'Connor : un policier
- Jack P. Pierce : l'homme qui tire les cordes
- Hugh Saxon : un spectateur au cirque
- Armand Triller : un clown
- Max Tyron : la victime du pickpocket

## Autour du film
L'actrice principale, Merna Kennedy, avait été recommandée à Chaplin par sa deuxième épouse, Lita Grey. Quand celle-ci découvre la liaison qui s'est nouée entre les deux comédiens, elle entame une procédure de divorce et fait tout pour empêcher le film de voir le jour. Le tournage est interrompu pendant plusieurs mois, et il faut dissimuler les bobines déjà réalisées pour en éviter la destruction.
Le tournage est aussi affecté par plusieurs incidents, dont un incendie qui détruit le décor et les accessoires au neuvième mois de tournage, et la disparition des roulottes qui avaient été volées par des étudiants mais que Chaplin réussit à récupérer.
En octobre 2010, des images de la première du film, provenant du nouveau DVD, ont fait brièvement sensation : on y voit une femme parler dans ce qui ressemble à un téléphone mobile. De nombreuses théories plus ou moins sérieuses circulent sur l'internet à ce sujet : l'une d'elles avance qu'il s'agirait d'un sonotone portable , comme celui fabriqué par Siemens en 1924.